# Simon Clark (Schriftsteller)

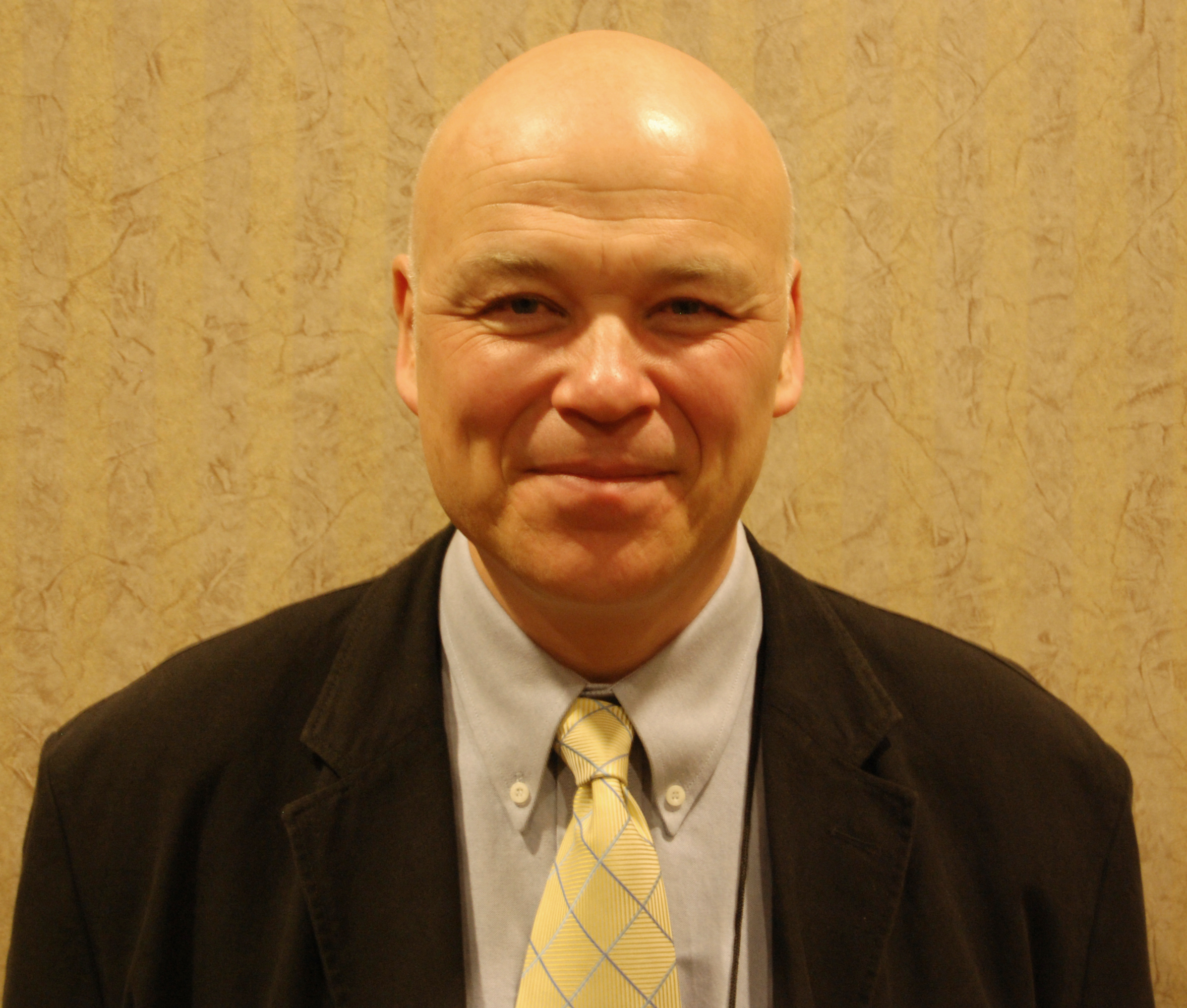
Simon Clark, 2008

Simon Clark (* 20. April 1958 in Doncaster, England) ist ein britischer Horror-Schriftsteller.

## Leben
Seine ersten Kurzgeschichten erschienen in britischen Fanzines wie der halbprofessionellen Zeitschrift Back Brain Recluse, die auch 1990 seinen ersten Erzählungsband Blood and Grit publizierte. Als Clark 1994 zwei Romanmanuskripte an einen Verlag verkaufen konnte (Hodder Headline, jetzt gehörend zu WHSmith) und einen Literaturagenten fand, beschloss er, freischaffender Schriftsteller zu werden (zuvor hatte er verschiedene Jobs, u. a. als Scriptschreiber in der Werbung und Büroangestellter). Nach sieben in Großbritannien erschienenen Romanen fand sich auch ein Verlag für den US-amerikanischen Markt (Leisure Books, auf Horror spezialisiert).
Clark ist vor allem für seine Serie von Vampyrrhic-Romanen bekannt (deren erster Teil auf Deutsch im Wurdack-Verlag erschienen ist), für seine Fortsetzung des Klassikers Die Triffids (von John Wyndham) und seine Mitarbeit an der Fernsehserie  Doctor Who.
2002 wurde er sowohl in der Kategorie Bester Roman als auch Beste Kurzgeschichte mit dem British Fantasy Award ausgezeichnet; sein Roman Humpty's Bones gewann diesen Preis 2011.

## Werke (in deutscher Übersetzung)
- Vampyrrhic, Roman (übersetzt von Ernst Wurdack und anderen), Wurdack Verlag, Nittendorf 2010, ISBN 978-3-938065-55-6

## Werke (Auswahl in Originalsprache)
Romane
- His Vampyrrhic Bride (2012), ISBN 978-0-7278-8184-7
- Ghost Monster (2009), ISBN 978-0-8439-6179-9
- Vengeance Child (2009), ISBN 978-0-7278-6705-6
- Whitby Vampyrrhic (2009), ISBN 978-0-7278-6831-2
- The Midnight Man (2008), ISBN 978-1-84751-061-7
- Lucifer's Ark (2007), ISBN 978-1-84751-039-6
- This Rage of Echoes (2007), ISBN 978-0-7090-8533-1
- Death's Dominion (2006), ISBN 978-0-7090-8189-0
- London Under Midnight (2006), ISBN 978-0-7278-6398-0
- The Tower (2005), ISBN 978-0-7090-8002-2
- In This Skin (2004), ISBN 978-0-7090-7655-1
- Vampyrrhic Rites (2003), ISBN 978-0-340-81941-8
- Stranger (2002), ISBN 978-0-7090-7224-9
- Darkness Demands (2001), ISBN 978-0-8439-4898-1
- The Night of the Triffids (2001), ISBN 978-0-340-76601-9
- Judas Tree (1999), ISBN 978-0-340-73914-3
- The Fall (1998), ISBN 978-0-340-69611-8
- Vampyrrhic (1998), ISBN 978-0-340-69609-5
- King Blood (1997), ISBN 978-0-340-66062-1
- Darker (1996), ISBN 978-0-340-66060-7
- Blood Crazy (1995), ISBN 978-0-8439-4825-7
- Nailed By The Heart (1995), 2000, ISBN 978-0-8439-4713-7

Erzählungsbände
- Blood and Grit 21 (2011)
- The Gravedigger’s Tale (2010) ISBN 978-0-7090-9119-6
- Midnight Bazaar – A Secret Arcade of Strange and Eerie Tales (2007) ISBN 978-0-7090-8344-3
- Hotel Midnight (2005) ISBN 978-0-7090-7819-7
- Salt Snake and Other Bloody Cuts (1999)
- Blood & Grit (1990) ISBN 978-1-872588-03-2